# 이처럼 사소한 것들
《이처럼 사소한 것들》(영어: Small Things Like These)은 2024년 개봉한 역사 드라마 영화이다. 팀 밀런츠가 감독을 맡았으며, 클레어 키건의 동명 소설이 원작이다. 제74회(2024년) 베를린 국제 영화제 개막작이자 황금곰상 경쟁후보작이다.

## 줄거리
1985년 크리스마스를 앞두고, 아일랜드 뉴로스 마을에서 성실하고 정직한 석탄 상인으로 알려진 빌 펄롱은 다섯 딸의 아버지다. 과거 회상 장면을 통해 빌은 젊은 미혼모의 아들로 어려운 어린 시절을 보냈으며, 가족에게 외면받았지만 부유한 지주인 윌슨 부인의 도움으로 일할 수 있었다. 어느 날, 빌은 평소보다 일찍 배달을 나섰다가 지역 수녀원의 석탄 창고에서 꽁꽁 언 채 갇혀 있는 십 대 소녀 사라를 발견한다. 사라는 5개월 안에 그곳에서 아이를 낳아야 한다고 말한다. 빌은 사라를 수녀원으로 데려가지만, 수녀들은 그녀를 제대로 돌보는 척만 한다. 수녀원 원장인 메리 수녀는 빌과 사라를 사무실로 안내하고, 사라는 숨바꼭질을 하다가 다른 소녀들이 자신을 창고에 가뒀다고 거짓말을 하도록 강요받는다.
사라가 끌려간 후, 메리 수녀는 빌의 아내와 큰딸이 수녀들이 운영하는 학교에 다닌다는 사실을 언급하며 그가 본 것에 대해 발설하면 딸들이 학교에 다니지 못하게 할 수 있다고 암시한다. 그런 다음 그녀는 크리스마스 카드에 현금을 넣어 "아일린"이라고 적힌 봉투에 담아 빌에게 건넨다. 빌은 집으로 돌아와 아내에게 봉투를 주지 않지만, 나중에 아일린은 메리 수녀를 만나 카드를 받았다는 이야기를 듣고 왜 자신이 아니라 빌이 봉투를 받았는지 의아해한다. 빌은 단순한 실수라고 둘러댄다.
빌은 술집 주인인 키호 부인으로부터 수녀원의 사회적 영향력 때문에 함부로 말하지 말라는 충고를 듣는다. 어느 날 저녁, 아내에게 크리스마스 선물을 사러 나간 빌은 어린 시절 갖고 싶었던 선물을 발견하고, 수녀원으로 향해 사라를 다시 찾아낸다. 빌은 두려움에 떨고 있는 사라를 설득하여 수녀원 밖으로 데리고 나간다. 사람들이 보는 앞에서 아픈 사라를 집으로 데려온 빌은 그녀가 안전하다는 것을 보여주며 미소를 짓는다.
영화는 1922년부터 1998년까지 운영된 막달레나 세탁소의 여성 피해자들에게 헌정하는 것으로 마무리된다.

## 출연
- 킬리언 머피 - 빌 펄롱 역
- 아일린 월시 - 아일린 펄롱 역
- 에밀리 왓슨 - 메리 역
- 미셸 페얼리 - 윌슨 부인 역
- 키어런 하인즈
- 클레어 던 - 카멜 역
- 이언 오라일리 - 피제이 역
- 헬렌 비언 - 키호 부인 역
- 에이미 데 브런
- 조앤 크로포드 - 노마 시노트 역
- 애비 피츠 - 리사 역
- 실리언 오게어비 - 사라의 아버지 역